# Thord C:son Bonde
Thord C:son (Carlsson) Bonde af Björnö, född 17 mars 1900 i Stockholm, död 18 oktober 1969 i Djursholm, var en svensk greve och militär (general).

## Biografi
Bonde var son till hovstallmästaren och greven Carl Bonde och hans första hustru Blanche Dickson samt halvbror till finansmannen och kabinettskammarherren Peder Bonde. Bonde blev fänrik vid Livregementets husarer (K 3) 1920, kapten vid generalstaben 1932, major 1941, överstelöjtnant 1943, överste 1946 och generalmajor 1954. Han var generallöjtnant och arméchef 1957–1963 samt utnämndes till general 1963.
Vidare var han militärattaché i Washington, D.C. 1943–1945, chef för sektion 1 och souschef vid försvarsstaben 1946, sekundchef vid Svea livgarde (I 1) 1950–1953 och chef för Försvarshögskolan (FHS) 1953–1955.
Bonde var militärbefälhavare för VII. militärområdet 1955 och III. militärområdet 1955–1957, chef för H.M. Konungens stab 1963–1969 samt ordförande i Riddarhusdirektionen från 1965. Han invaldes 1945 som ledamot av Kungliga Krigsvetenskapsakademien.
Han gifte sig 1926 med Anna Greta Sjöberg (född 1900).

## Utmärkelser
- Kommendör med stora korset av Svärdsorden (KmstkSO)[2]
- Kommendör av Vasaorden (KVO)[3]
- Riddare av Nordstjärneorden (RNO)[3]
- Kommendör av Legion of Merit (4 december 1959)[4]